# 레포파구스

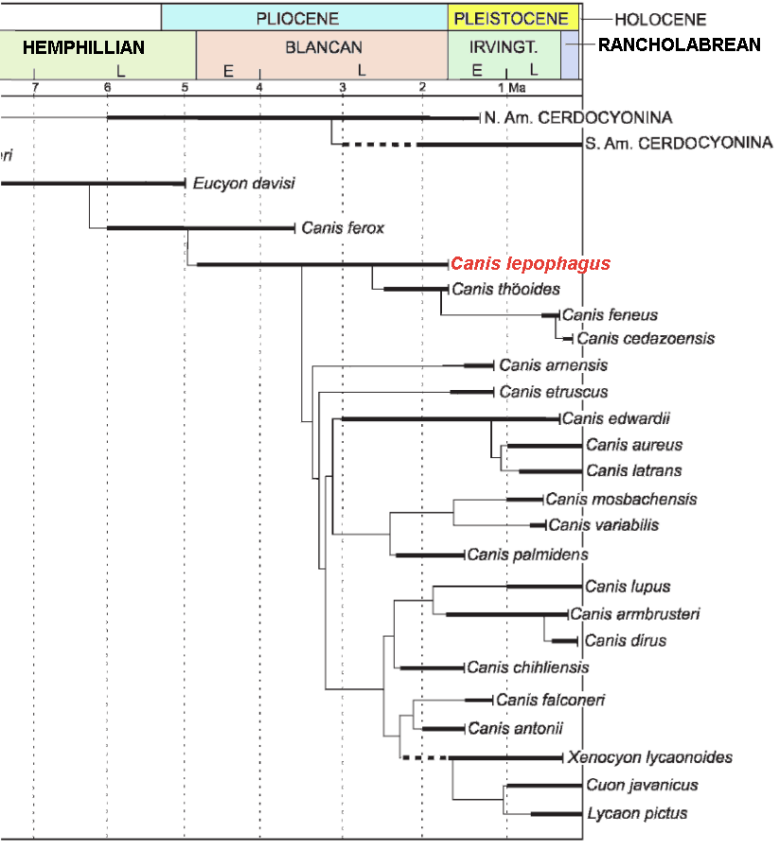
개과의 화석 연대표. 카니스 레포파구스는 빨강으로 강조되어 있다.

카니스 레포파구스(학명:Canis lepophagus, 별명: Hare-eating Wolf 또는 Johnston's Coyote)는 마이오세부터 플라이스토세 초기까지 10.3-1.8만년 동안 서식했던 개과의 종이다. 이 종은 약 10.3백만년에서 1.18백만년동안 존재했다. 이 종은 개과의 기본 종 중 하나이며, 개속이 분화되기 전 서식했다고 여겨진다. 이는 작고 좁은 턱을 가진 개속의 종으로 회색늑대와 코요테가 서식하게 되게 한 것으로 여겨진다. 일부 넓은 두개골은 가진 레포파구스 화석이 텍사스 인근에서 발견된다.

## 개속과 경쟁
카니스 레포파구스는 특히 보로파구스아과의 에피시온속(20.6-5.330백년), 파라토마르추스속(Paratomarctus, 16.3-5.3백년), 보로파구스속(Borophagus, 23.3-3.6백년), 카르포시온속(Carpocyon, 20.4-3.9백년), 알류오돈속(Aelurodon, 23.03-4.9백년) 등 여러 개과의 속과 경쟁했다.

## 화석 분포
카니스 레포파구스는 1938년 저스틴에 의해 이름붙여졌다. 첫 번째 화석은 텍사스의 시타 캐논에서 발견되었다. 이에 이어, 텍사스주의 도시 4곳, 토누소 산, 뉴멕시코주, 워싱턴주 서부, 세인트 페 강 (플로리다주), 캘리포니아주 북부 블랙 래치, 네브래스카주, 아이다호주, 유타주, 오클라호마주 등에 발견되었다.
레게네데-로스 추측에 따르면, 이 종의 무게는 18.5 kg이며 다른 해석으로는 17 kg으로 추정하는 곳도 있다.

## 쥬석
1. ↑  PaleoBiology Database: Canis lepophagus, age range and collections
2. ↑  David L. Mech & Luigi Boitani (2003). 《Wolves: Behavior, ecology and conservation》. Chicago: University of Chicago Press. 448쪽. ISBN 0-226-51696-2.
3. ↑  J. K. Morgan and N. H. Morgan. 1995. Journal of Vertebrate Paleontology
4. ↑  G. S. Morgan and R. B. Ridgway, Late Pliocene vertebrates from the St. Petersburg Times site, Pinellas County, Florida, Papers in Florida Paleontology, 1987
5. ↑  S. Legendre and C. Roth. 1988. Correlation of carnassial tooth size and body weight in recent carnivores (Mammalia). Historical Biology 1(1):85-98